# Bambaata Marley
Daniel Bambaata Robert Nesta Marley (ur. 12 lipca 1989 w Kingston) – jamajski piosenkarz i autor tekstów znany obecnie pod pseudonimem Bam Marley. Jest najstarszym synem Ziggy'ego Marleya i najstarszym wnukiem Boba Marleya. Obecnie mieszka w Los Angeles w Kalifornii. Współpracował z znanymi jamajskimi piosenkarzami w tym ze swoim ojcem czy zespołem Inner Cricle.

## Życiorys
Bambaata Marley urodził się i spędził wczesne lata na Jamajce, potem przeniósł się do Miami na Florydzie.
Bambaata zadebiutował w 2009 roku singlem „Live It Inna Fear”, wyprodukowanym przez Damiana Marleya.
W 2010 roku współpracował ze swoim kuzynem Jo Mersą Marley przy singlu „My Girl”.
W 2011 roku stworzył ze swoim ojcem Ziggym Marleyem utwór „Changes”.
16 września 2015 roku ukazał się teledysk do jego singla „Waiting for the War”, który otrzymał nagrodę Telly w kategorii „Najlepszy teledysk online” oraz kolejną nagrodę Telly za „Craft-Directing Video”. Okładka piosenki „Waiting for the War” była odtworzeniem okładki albumu Soul Rebels zespołu jego dziadka Bob Marley & the Wailers z 1970 roku.
W 2017 roku zadebiutował na ekranie w filmie krótkometrażowym Vagabonds z Dannym Gloverem i Robertem Ri'chardem w rolach głównych.
Po wydaniu kilku singlów pod pseudonimem Bam Marley, wydał w 2020 r. debiutancki mini-album M.E.S.A., Pt. 1 który był w pełni wyprodukowany przez niego samego. 
W 2023 r. ukazała się kolejna EPka For Personal Use Only.
Marley wystąpił na żywo w Polsce 20 kwietnia 2016 r. we Wrocławiu.

## Dyskografia

### EP
- M.E.S.A., Pt. 1 (2020)
- For Personal Use Only (2023)

### Single
- Live It Inna Fear (2009)
- 2-Feet (2012)
- Maintain (2014)
- Waiting For the War (2015)
- If You Go (2015)
- Unconditional (2017)
- Ocean Ocean (2017)
- Out To Play (2017)
- Deadbeat (2018)
- In a Ray (2018)
- Pretty Butterfly (2018)
- UFO (2018)
- Beyond (2020)
- Fight Your Fears (2020)
- Killin My Kind (2020)
- Fettuccine (2021)
- Bussin (2023)
- Eclipse (2024)

### Jako gościnny wykonawca
- Jo Mersa Marley "My Girl" (Feat. Daniel Bambaata) (2010)
- Ziggy Marley "Changes" (Feat. Daniel Marley) (2011)
- Inner Circle "Free It Up" (Feat. Daniel Bambaata Marley) (2015)
- The Internet "Get Away (Feat. Daniel Marley) (2015)
- Lorine Chia "The Reason" (Feat. Bambaata Marley) (2018)

## Filmografia
- Vagabonds (2017)

## Nagrody i nominacje
- 2017: Telly Awards – 'Best Online Music Video' – "Waiting for the War"
- 2017: Telly Award – 'Directing'  – "Waiting for the War"
- 2018: Telly Award – 'Best Online Music Video' – "Unconditional"[16]